# Burg Mühltroff
Die Burg Mühltroff ist eine ehemalige Burg und späteres Schloss in Mühltroff (August-Bebel-Straße) im Vogtlandkreis in Sachsen. Das Schloss Mühltroff ist das Wahrzeichen des Ortes.

## Geschichte
Die Burg Mühltroff wurde im 10. bis 11. Jahrhundert vermutlich zur Festigung der Herrschaft deutscher Kaiser, die Ritter zum Schutz gegen die Angriffe der Sorben mit ihren Befestigungen belehnten, gegründet.
Vor 1274 war die Herrschaft Mühltroff im Besitz der Herren von Lobdeburg. 1349 wird das Schloss, „castrum“ genannt, als Meißnisches Lehen im Lehnbuch Friedrichs des Strengen erwähnt und ist Sitz des Vogtes von Plauen, Herr zu „Muldorf“.
1357 mussten die Plauener Vögte das Schloss an die Wettiner Markgrafen-Brüder Balthasar und Wilhelm abgeben, die dann verschiedene Vasallengeschlechter damit belehnten. 1380 wurde das Schloss in der Guttenberger Fehde niedergebrannt.
Von 1436 bis 1591 war das Schloss und die Herrschaft im Besitz der Edlen von Sack und ging danach an die Familien von Schönberg und von Lindemann bis dann 1601 die Familie von Mandelsloh das Schloss übernahm.
Von 1604 bis zu ihrem Aussterben in Mühlhausen 1775 befanden sich das Schloss und die Herrschaft im Besitz des Geschlechtes derer von Bodenhausen, von denen es an die von Kospoth überging, als 1790 Reichsgraf Otto Carl Erdmann von Kospoth Schloss und Rittergut durch seine Ehe mit Ottonia Eleonora Freiin von Bodenhausen übernahm, wie schon 1764 das Schloss Leubnitz, welches er an seinen Bruder verkauft hatte. Er kam bei dem großen Schlossbrand 1817 ums Leben. 1822 übernahmen die Grafen von Hohenthal-Püchau das Schloss mit Grundbesitz. Das Rittergut Mühltroff besaß bis um 1853 die Gerichtsbarkeit über Güter in Demeusel, Dröswein, Fasendorf, Kleinzöbern, Kornbach, Langenbach (bei Mühltroff), Langenbuch, Leubnitz (bei Mühltroff), Mühltroff, Oberpirk, Ranspach, Rodau, Schönberg (bei Mühltroff), Schönbrunn (bei Oelsnitz), Thierbach (bei Mühltroff) und Wallengrün.
Von 1923 bis 1939 diente das Schloss als Erholungsheim der Höheren Mädchenschule in Plauen, bis es 1940 als Schenkung in den Besitz der Stadt Mühltroff gelangte und dann zeitweise als Lager der Kinderlandverschickung genutzt wurde.
Von 1949 bis 1989 wurde das Schloss, übergeführt in das Volkseigentum der DDR, als Wohngebäude genutzt, bis es nach der Wende wieder in den Besitz Mühltroffs kommt.

## Heutige Nutzung

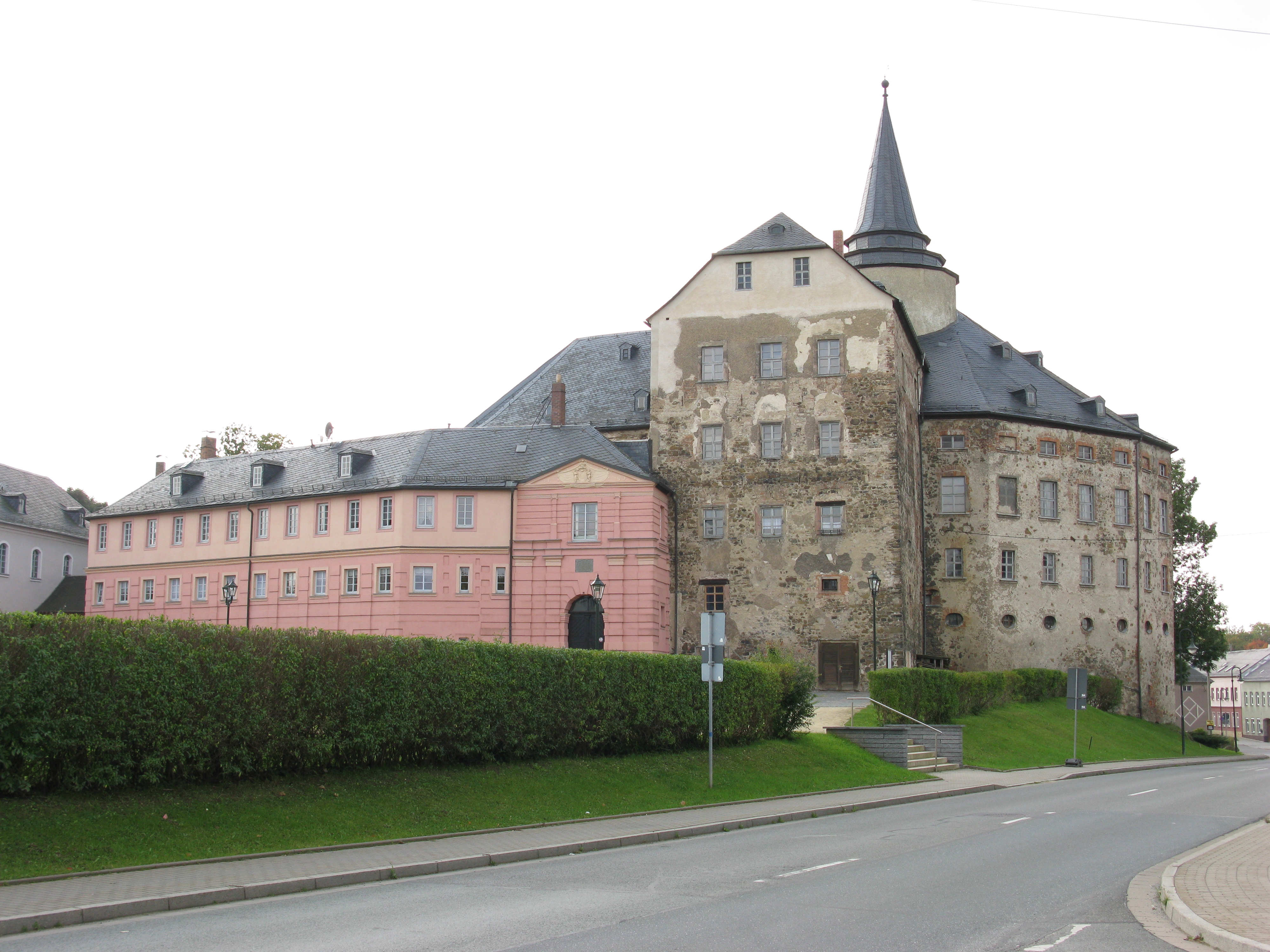

Das Herrenhaus wurde 1999 als einziger Teil des Schlosses privat verkauft und beinhaltet moderne Wohnungen.
Als kultureller Mittelpunkt des Ortes bietet das Schloss, das bei Führungen besichtigt werden kann, Räumlichkeiten für vielseitige Vereins- und Ausstellungstätigkeiten sowie ein großes Veranstaltungsangebot, wobei die „Schwarze Küche“ besonders zu erwähnen ist.

## Beschreibung
Die Burg gründete sich als Niederungsburg auf einem Grünsteinfelsen als ein von Wassergräben umgebener runder Wehr- und Wartturm, um den im Laufe der Jahrhunderte Wohn- und Wirtschaftsgebäude sowie ein Rittergut erbaut wurden.
Der Hauptbau des Schlosses stammt aus der Zeit des 16. und 17. Jahrhunderts, in der viel erbaut wurde. Weiter fanden Umbauten nach dem Brand 1817 statt und zwischen 1820 und 1837 sowie 1856 wurde der Schlossturm umgestaltet.